# Locomotiv GT in Warsaw
1975-ben, Lengyelországban jelent meg az LGT első koncertalbuma, a Locomotiv GT in Warsaw. A felvételek a varsói Sala Kongresowában (a Kongresszusi Központban) készültek, ám a koncert időpontja ismeretlen. A felvételeken semmilyen utómunkálatokat sem végeztek, hanem „eredeti” formájában adták ki. Az albumról lemaradt öt dal, melyek két kislemezen jelentek meg; ezek a Higher and Higher (Mindig magasabbra), a Lady of the Night (Álomarcú lány), a Rock Yourself (Ringasd el magad), a Serenada (Arra mennék én) és a Blues. A koncertalbum és a két kislemez anyagának nagy része az együttes akkoriban megjelent Mindig magasabbra című albumáról származik.
Az albumot keretbe foglaló Tape Signal az Ülök a járdán fúvószenekari változata, ami nem jelenhetett meg a Mindig magasabbra című albumon. Az Intro és a Blues instrumentális dalok, csak itt jelentek meg. Az I Love You Warsaw (az I Love You Frisco aktualizált változata) és a Serenade (To My Love If I Had One) angolul hangzott el; a Serenade után az Arra mennék én hangzik el, ezt azonban nem jelölték a borítón.
A Locomotiv GT in Warsaw Lengyelországon kívül más szocialista országokban is kapható volt, összesen mintegy 750 000 darabot adtak el belőle. 1993-ban, kis példányszámban CD-n is megjelent; a hiányzó dalok erre a CD-re sem kerültek fel, viszont a dalok időtartamát itt már helyesen adták meg.

## Az album dalai

### Első oldal
1. Tape Signal – 1:19
2. Intro (Presser Gábor/Laux József/Somló Tamás/Karácsony János) – 5:20
3. Forgotten Word (Egy elfelejtett szó) (Presser Gábor/Adamis Anna) – 4:29
4. And the Doctor Came (És jött a doktor) (Presser Gábor) – 5:34
5. I Love You Warsaw (Ülök a járdán) (Somló Tamás/Adamis Anna) – 4:37

### Második oldal
1. Tell Me If I’m Singing Too Loud (Szólj rám, ha hangosan énekelek) (Presser Gábor/Adamis Anna) – 8:54
2. Serenade (To My Love If I Had One) (Szerenád – szerelmemnek, ha lenne) (Presser Gábor/Adamis Anna) – 5:24
3. I Write a Song for You (Neked írom a dalt) (Presser Gábor) – 6:35
4. Tape Signal – 0:48

## Az albumhoz kapcsolódó kislemezek
| A-oldal           | B-oldal           | Év        | Kiadó    | Sorszám  | Megjegyzések                                     |
| ----------------- | ----------------- | --------- | -------- | -------- | ------------------------------------------------ |
| Higher and Higher | Lady of the Night | 1975/1976 | Tonpress | KAW S-55 | Mindkét dal magyarul hangzik el.                 |
| Rock Yourself     | Serenada – Blues  | 1975/1976 | Tonpress | KAW S-56 | A Serenada (Arra mennék én) magyarul hangzik el. |

## Kiadások
| Év   | Kiadó                 | Formátum | Sorszám  | Megjegyzések |
| ---- | --------------------- | -------- | -------- | ------------ |
| 1975 | Polskie Nagrania Muza | LP       | SX 1384  |              |
| 1993 | Polskie Nagrania Muza | CD       | PNCD 241 |              |

## Közreműködők
- Karácsony János – gitár
- Laux József – dob, ütőhangszerek
- Presser Gábor – ének, billentyűs hangszerek
- Somló Tamás – ének, basszusgitár, szaxofon
- Dés László – tenorszaxofon
- Gőz László – harsona

### Produkció
- M. Pakosiewicz – hangmérnök
- A. Karpinski – zenei rendező
- W. Krynski – fényképek
- St. Zakowski – borítógrafika